# Rajd Wawelski

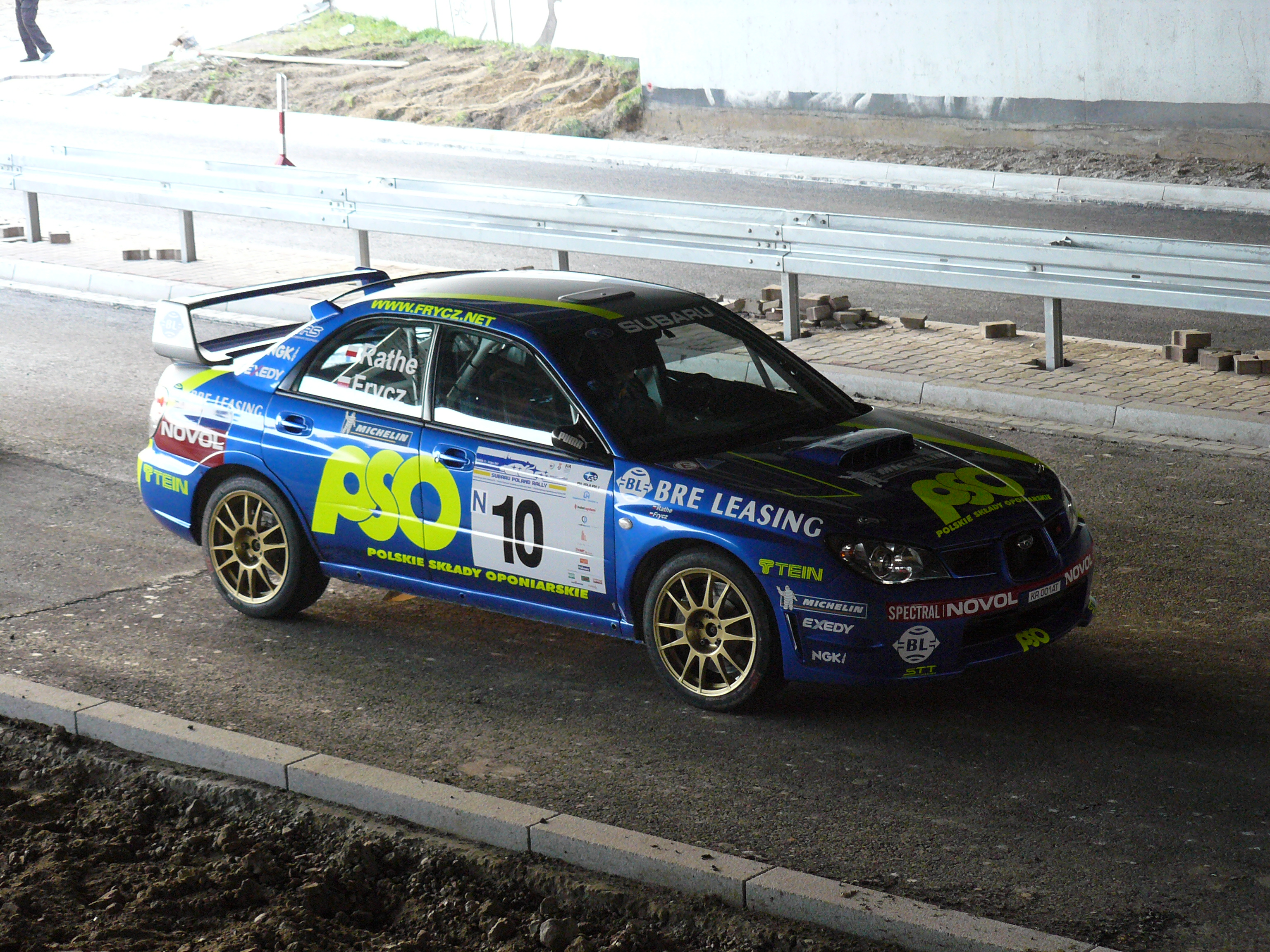
Sebastian Frycz i Jacek Rathe na trasie Rajdu Wawelskiego

Rajd Wawelski – polski rajd samochodowy istniejący od 2005 roku, runda Rajdowych Samochodowych Mistrzostw Polski, Pucharu PZM, a od 2006 Pucharu Europy Centralnej. Od drugiej edycji funkcjonował jako Subaru Poland Rally.

## Zwycięzcy
- 2005 -  Zbigniew Gabryś (Mitsubishi Lancer Evo VIII)
- 2006 -  Leszek Kuzaj/Jarosław Baran (Subaru Impreza N12), w Pucharze PZM, Jan Chmielewski/Krzysztof Janik (Opel Astra).
- 2007 -  Bryan Bouffier (Peugeot 207 S 2000)
- 2008 -  Bryan Bouffier (Peugeot 207 S 2000)